# 아틀라스 LV-3B

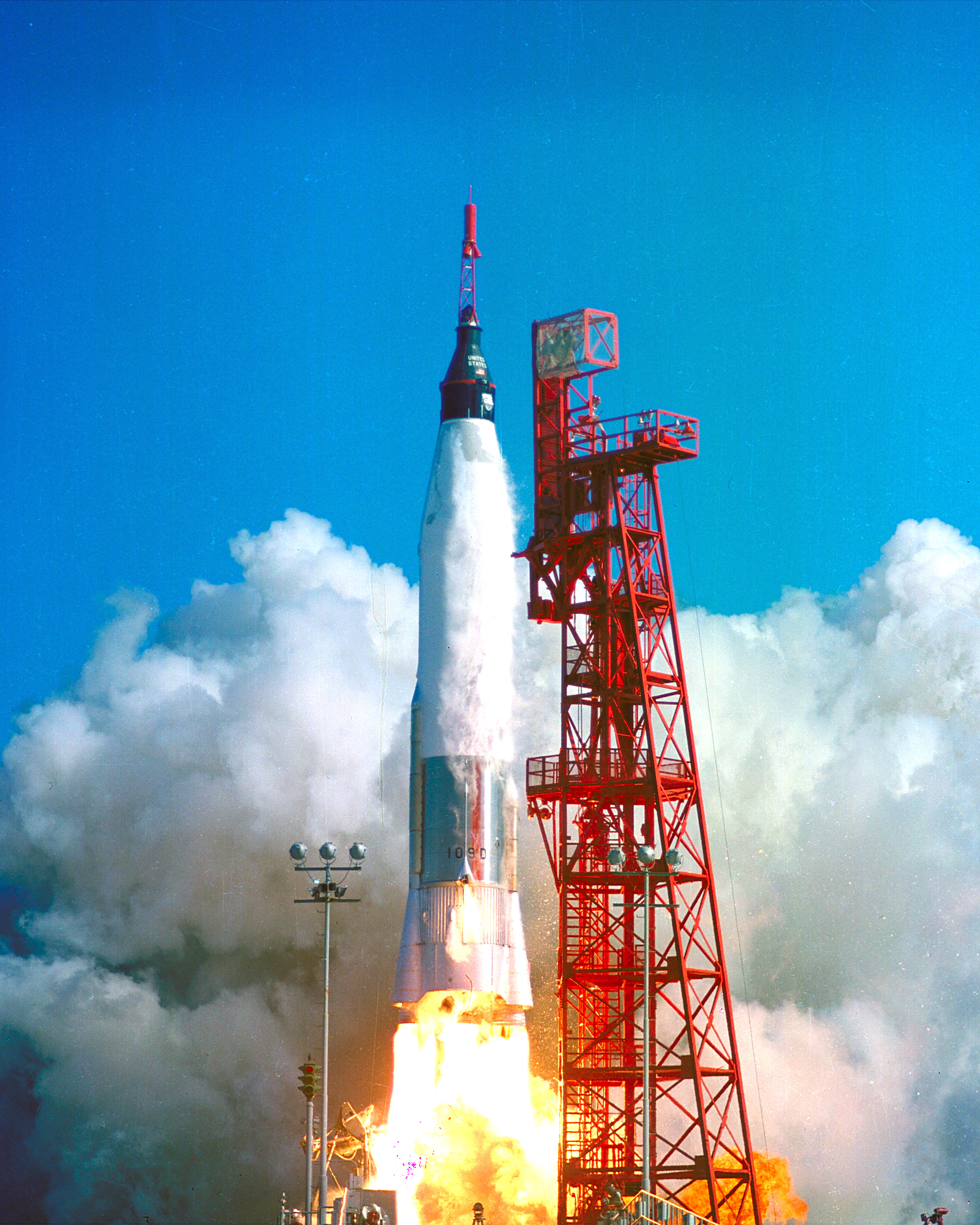

아틀라스 LV-3B(Atlas LV-3B)는 미국의 우주발사체이다. 아틀라스 미사일을 인공위성 발사체로 개조했다. 머큐리-아틀라스 로켓이라고도 부른다.

## 역사
머큐리-아틀라스 로켓은 한국의 나로호(140톤), 누리호(200톤) 보다 작은 120톤 무게이다.
머큐리 계획은 소련이 1957년 10월 4일 세계 최초의 인공위성 스푸트니크 1호를 발사한 것에 대항해 1958년에 시작되었다. 1959년 미국 최초로 우주비행사를 공모했다. 7명을 선발했으며 머큐리 세븐이라고 부른다. 머큐리 세븐 중에서 앨런 셰퍼드, 버질 그리섬은 30톤 머큐리-레드스톤 로켓으로 발사했고, 나머지 5명은 120톤 머큐리-아틀라스 로켓으로 발사했다.
1962년 2월 20일, 머큐리-아틀라스 6 우주비행 임무가 실시되었다. 플로리다주 케이프커내버럴 공군 기지 14번 발사대에서 아틀라스 LV-3B 로켓에 프랜드쉽 7 유인우주선이 발사되었다. 존 글렌 우주비행사가 미국 최초로 유인 궤도 비행에 성공했다.

## 같이 보기
- 머큐리-레드스톤 로켓
- SM-65 아틀라스